# Municipio de Algonquin
El municipio de Algonquin (en inglés: Algonquin Township) es un municipio ubicado en el condado de McHenry en el estado estadounidense de Illinois. En el año 2010 tenía una población de 88389 habitantes y una densidad poblacional de 710,58 personas por km².

## Geografía
El municipio de Algonquin se encuentra ubicado en las coordenadas 42°11′53″N 88°16′33″O / 42.19806, -88.27583. Según la Oficina del Censo de los Estados Unidos, el municipio tiene una superficie total de 124.39 km², de la cual 120.22 km² corresponden a tierra firme y (3.35%) 4.17 km² es agua.

## Demografía
Según el censo de 2010, había 88389 personas residiendo en el municipio de Algonquin. La densidad de población era de 710,58 hab./km². De los 88389 habitantes, el municipio de Algonquin estaba compuesto por el 90.88% blancos, el 1.06% eran afroamericanos, el 0.27% eran amerindios, el 2.8% eran asiáticos, el 0.03% eran isleños del Pacífico, el 3.24% eran de otras razas y el 1.73% pertenecían a dos o más razas. Del total de la población el 9.82% eran hispanos o latinos de cualquier raza.